# Juan Francisco Torrent

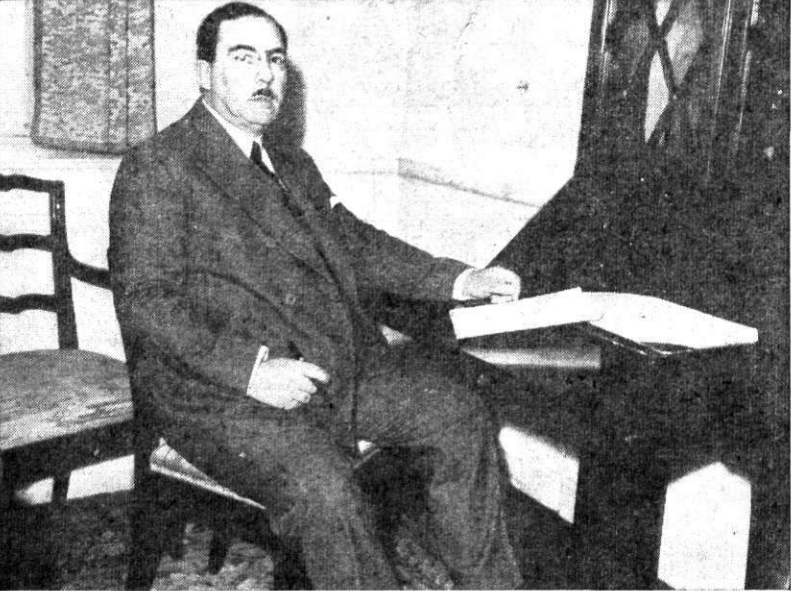
Fotografiado para la revista "Caras y Caretas" en 1938.

Juan Francisco Torrent (Corrientes, 23 de junio de 1883 - ibídem, 5 de julio de 1945) fue un médico y político argentino, que ocupó el cargo de Gobernador de Corrientes entre 1936 y 1939.

## Biografía
Es hijo de Victorio Torrent -también Gobernador de la provincia- y Eloisa Quirel, y sus tíos fueron el jurisconsulto, y fundador del Partido Liberal de Corrientes, Juan Eusebio Torrent y de Luciano Torrent, abogado que participó de la redacción de la Constitución argentina. También era sobrino del gobernador correntino Juan Ramón Vidal. Se casó con María del Rosario Corrales, con quien tuvo ocho hijos.   Anteriormente tuvo otras dos hijas, no reconocidas oficialmente, con Lola Sánchez.
Entre 1926 y 1930 fue Diputado Nacional por el Pacto Autonomista Liberal por Corrientes. Fue elegido Gobernador de Corrientes en 1935, junto con Pedro Cremonte como vicegobernador. Durante su gestión como gobernador se sancionó la ley que creó el Hotel de Turismo de la Ciudad de Corrientes, el cual sería finalizado recién en 1948. Dejó su cargo al electo Pedro Numa Soto en 1939, a quien había sucedido como gobernador.
Su residencia se encontraba en la esq. de las calles 9 de Julio y Córdoba de la ciudad de Corrientes, donde en la actualidad se encuentra el Banco de la Nación Argentina.

## Libros publicados
- El derecho territorial de Corrientes (1937)
- En defensa de la economía ganadera de la provincia: memorial
- En defensa de la producción y comercio de la yerba-mate: memorial al Ministro del Interior
- Pensamiento y acción: a los argentinos como síntesis de mi actuación de gobernante